# 乌德瓦拉
乌德瓦拉（瑞典語：Uddevalla）是瑞典西约塔兰省乌德瓦拉市的首府。

## 友好城市
- 丹麦齐斯泰兹
- 挪威希恩
- 芬兰洛伊马
- 日本冈崎市
- 冰島莫斯费德斯拜尔
- 苏格兰欧文
- 爱沙尼亚约赫维